# Федус Микола Миколайович
Мико́ла Микола́йович Фе́дус (29 квітня 1995 — 5 вересня 2014) — солдат Збройних Сил України, учасник російсько-української війни.

## Життєвий шлях
Народився 1995 року в селі Йоничі (Жовківський район, Львівська область). Навчався в Рава-Руській загальноосвітній школі І—ІІ ступенів, опісля в Рава-Руському професійному ліцеї за спеціальністю слюсаря з ремонту автомобіля, водія автотранспортних засобів категорії «С».
Служив у Збройних силах України за контрактом. Гранатометник, 80-та окрема аеромобільна бригада.
Загинув у бою з диверсійною групою терористів, коли разом із побратимами біля села Цвітні Піски забезпечував відхід українських військ у Слов'яносербському районі трасою Н21.
У часі бою з російським диверсійним підрозділом українські вояки — 97 українських вояків на 6 БТРах й 2 танках (1 БТР підірвали — не заводився) — зайняли кругову оборону між селами Цвітні Піски й Стукалова Балка, відбиваючи натиск терористів у числі 240—260 чоловік. По тому потрапили в засідку в русі на техніці. Після прибуття підрозділу під населений пункт Щастя констатували відсутність БТР-80 № 129, поранень зазнали 9 бійців. У бою загинули: прапорщик Анатолій Гаврилюк, сержант Іван Лемещук, молодші сержанти Віктор Бражнюк, Степан Бродяк та Іван Сова, солдат Руслан Степула. Вважалися зниклими безвісти: старший лейтенант Пилипчук Юрій Юрійович, лейтенант Ігор Петрівський, сержант Олексій Ващук, молодші сержанти Віктор Бражнюк, Гураль Олег Володимирович, старший солдат Володимир Соломчук, солдати Сергій Боднар, Ватаманюк Сергій Миколайович, Іван Воробель, Корнач Сергій Сергійович, Підгайний Микола Йосипович, Роман Симпович, Слободян Едуард Геннадійович, Турчин Михайло Степанович, Микола Федус. Вважаються полоненими капітан Кондрацький Віталій Володимирович, солдати Гринюк Микола Володимирович, Клим'юк Олександр Юрійович.
Ідентифікований за експертизою ДНК серед похованих під Старобільськом. Перепохований у селі Йоничі.
Без сина лишились батьки.

## Нагороди та вшанування
- Указом Президента України № 553/2015 від 22 вересня 2015 року, «за мужність, самовідданість і високий професіоналізм, виявлені у захисті державного суверенітету та територіальної цілісності України, вірність військовій присязі», нагороджений орденом «За мужність» III ступеня (посмертно)[1].
- На будівлі головного навчального корпусу Рава-Руської загальноосвітньої школи № 1 (вулиця Грушевського, 18) відкрито меморіальні дошки випускникам Володимирові Збишку, Тарасу Карпі та Миколі Федусу[2].
- Вшановується в меморіальному комплексі «Зала пам'яті», в щоденному ранковому церемоніалі 5 вересня[3][4].
- Його портрет розміщений на меморіалі «Стіна пам'яті полеглих за Україну» в Києві: секція 4, ряд 2, місце 16